# João Colin
João Herbert Érico Colin (Joinville, 2 de agosto de 1911 — São Paulo, 12 de dezembro de 1957) foi um advogado e político brasileiro.
Filho de Oto Colin e de Ingeborg Hermann Colin, casou com Paula Hings Paul, viúva, de quem adotou o filho Pedro Paulo Hings Colin.
Bacharel em direito pela Universidade do Brasil.
João Colin foi eleito vereador duas vezes, mas renunciou no dia da posse nas duas ocasiões. Ele também foi prefeito municipal de Joinville de 1947 a 1950, e de 1956 a 1957.
Foi deputado à Assembleia Legislativa de Santa Catarina na 2ª legislatura (1951 — 1955), eleito pela União Democrática Nacional (UDN).
Foi secretário de Obras e Viação no governo de Irineu Bornhausen.